# Atomaria peltataeformis
Atomaria peltataeformis is een keversoort uit de familie harige schimmelkevers (Cryptophagidae). De wetenschappelijke naam van de soort werd in 1947 gepubliceerd door Sjöberg.